# Parafia św. Michała Archanioła w Zachorzowie
Parafia pw. św. Michała Archanioła  w Zachorzowie – rzymskokatolicka parafia w Zachorzowie, należąca do dekanatu żarnowskiego w diecezji radomskiej.

## Historia
- Kaplica dworska pw. św. Michała Archanioła w Zacharzowie zbudowana została w 1785 z fundacji Michała Domaniewskiego, starosty szczurawskiego i jego żony Doroty Dunin Brzezińskiej. Systematyczne duszpasterstwo w kaplicy zapoczątkował w 1957 ks. Eugeniusz Cieślik, formalnie wikariusz parafii Sławno Opoczyńskie. Parafia pw. św. Michała Archanioła erygowana została 4 czerwca 1958 roku przez bp. Jana Kantego Lorka. Gromadzono materiał na kościół, jednak władze ówczesne odmówiły pozwolenia na budowę, wobec czego materiał zużyto na ogrodzenie cmentarza parafialnego. W 1986 wyrestaurowano dawną kaplicę i rozbudowano ją, dzięki temu służy jako kościół parafialny. Jest budowlą drewnianą.

## Terytorium
Do parafii należą: Józefów, Zachorzów, Zachorzów-Kolonia.

## Proboszczowie
- 1957–1961 – ks. Eugeniusz Cieślik
- 1961–1965 – ks. Jan Mazurkiewicz
- 1965–1968 – ks. Zdzisław Tokarski
- 1968–1974 – ks. Kazimierz Markowski
- 1974–1980 – ks. Stanisław Lachtara
- 1980–1988 – ks. Jan Wancerz
- 1989–2009 – ks. kan. Ireneusz Domagała
- 2009–2016 – ks. Roman Kuna
- od 2016 – ks. Jerzy Wojnarski